# Katalin Burián
Katalin Burián (Budapest, 17 de enero de 1995) es una deportista húngara que compite en natación, especialista en el estilo espalda. Ganó dos medallas de bronce en el Campeonato Europeo de Natación, en los años 2018 y 2021.

## Palmarés internacional
| Campeonato Europeo | Campeonato Europeo    | Campeonato Europeo | Campeonato Europeo |
| Año                | Lugar                 | Medalla            | Prueba             |
| ------------------ | --------------------- | ------------------ | ------------------ |
| 2018               | Glasgow (Reino Unido) | Medalla de bronce  | 200 m espalda      |
| 2021               | Budapest (Hungría)    | Medalla de bronce  | 200 m espalda      |